# École internationale Les Alizés
L'école internationale Les Alizés est une école internationale française située à Praia au Cap-Vert.

## Présentation
L'école Les Alizés est située le long de l'Avenida ONU dans le quartier de Achada Santo António.
Elle assure les enseignement du niveau maternelle (préscolaire) jusqu'au lycée.
L'école a ouvert ses portes en 1991.
Le ministère français de l'Éducation nationale par l'entremise de l'Agence pour l'enseignement français à l'étranger (AEFE) a agréé l'école pour les classes primaires en 2000.
L'année scolaire 2014-2015 scolaire il y avait 240 étudiants venant de 17 pays.
En 2014-2015, 161 élèves étaient capverdiens, 21 élèves étaient français et les 58 autres élèves avaient l'une des 15 autres nationalités.